# Fred Dwyer
Fred Dwyer (* 19. Juli 1931) ist ein ehemaliger US-amerikanischer Mittelstreckenläufer, der sich auf die 1500-Meter-Distanz spezialisiert hatte.
1955 gewann er Bronze bei den Panamerikanischen Spielen in Mexiko-Stadt.
1954 wurde er US-Meister und 1953 US-Hallenmeister im Meilenlauf.

## Persönliche Bestzeiten
- 1500 m: 3:45,2 min, 1. Juni 1956, Compton (Zwischenzeit)
- 1 Meile: 4:00,8 min, 1. Juni 1956, Compton
- 5000 m: 15:30,6 min, 4. August 1954, Dublin